# Koninkrijk Bernicia

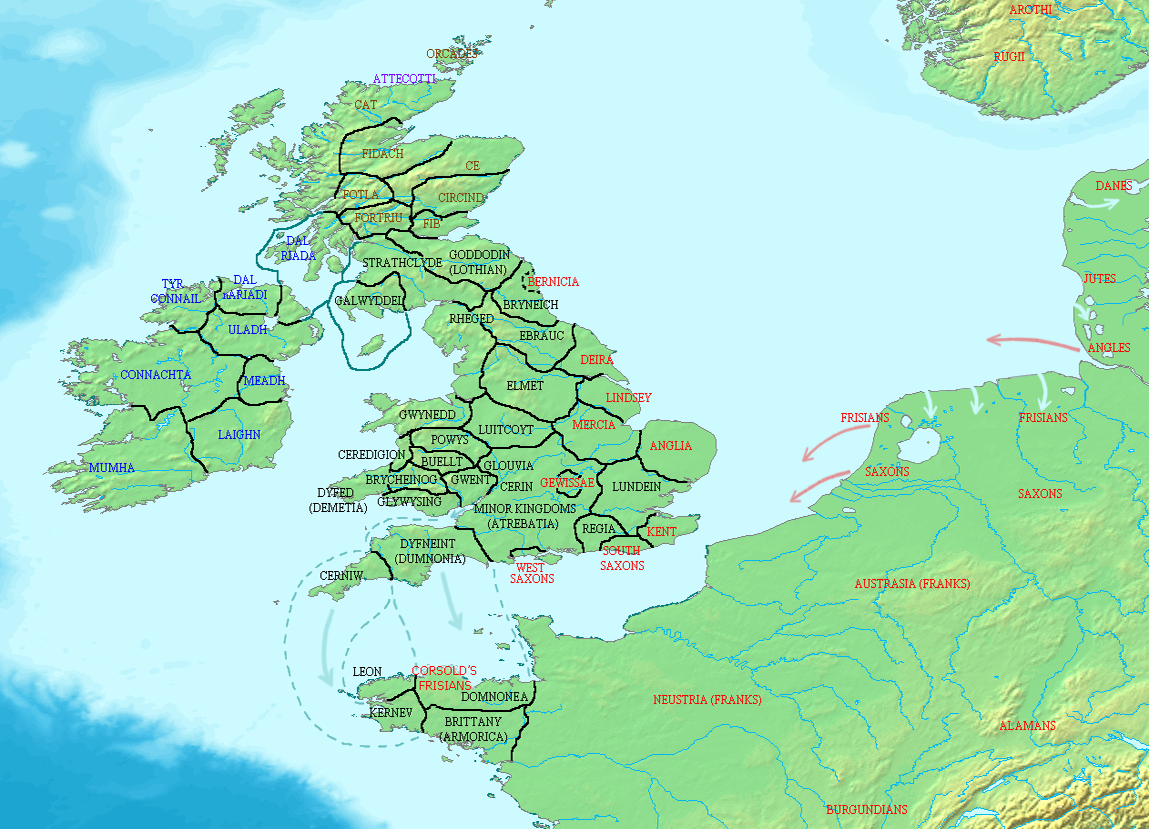
Bernicia in noordoost Engeland, geschreven in het rood

Het koninkrijk Bernicia was een koninkrijk dat in de 6e eeuw gesticht werd door de Angelen in het noordoosten van het huidige Engeland en het zuidoosten van Schotland. 
Mogelijk bestond er voor de komst van de Angelen reeds een Brits-Keltisch koninkrijk in dit gebied genaamd Bryneich.
Bernicia omvatte het gebied van de huidige provincies Northumberland, Durham, Berwickshire en East Lothian. In de vroege 7e eeuw  vormde het samen met Deira het koninkrijk Northumbria. In 604 werden Bernicia en Deira voor het eerst door Aethelfrith samengevoegd en, met uitzondering van een paar periodes, bleven ze samen. De uitzondering waren:
- De periode 633 - 634, toen Northumbria grote chaos kende na de dood van koning Edwin, toen Cadwallon ap Cadfan van Gwynedd binnenviel. na de dood van Cadwallon in 634 werden ze weer een.
- De periode 644 - 664, toen Deira zich losmaakte. In 651 had Oswiu van Northumbria Oswine van Deira gedood en Aethelwald op de troon gezet. Aethelwald bleek geen goede koning te zijn voor Oswiu; hij onderhandelde met Penda van Mercia en hielp hem toen Penda een aantal keer Northumbria binnenviel. Mercia stopte na de slag om Winwaed. Aethelwald werd afgezet, en Oswiu plaatste zijn zoon Alchfrith op de troon.
- Het jaar 670, toen Aelfwine, broer van de kinderloze Ecgfrith op de troon van Deira kwam. Aelfwine werd echter gedood in gevecht tegen Mercia in 679, en sindsdien was er geen aparte koning meer voor noch Bernicia noch Deira.